# 宮崎県立延岡星雲高等学校
宮崎県立延岡星雲高等学校（みやざきけんりつ のべおかせいうんこうとうがっこう）は、宮崎県延岡市牧町にある県立高等学校。
1963年4月開校の宮崎県立延岡西高等学校と1977年（昭和52年）4月開校の宮崎県立延岡東高等学校を統合して設置された。延岡東高等学校の校地を引き継いでいる。

## 学科
- 普通科
- フロンティア科

## 沿革
- 2005年（平成17年）4月 - 旧県立延岡東高等学校の校地を引き継ぎ開校。普通科・国際人文科設置。
- 2005年（平成17年）5月 - 宮崎県の学力向上推進モデル校（平成19年度までの3年間）に指定される。
- 2011年（平成23年）4月 - フロンティア科設置（従来の国際人文科を改組）。
- 2021年（令和3年）12月25日(土) アーチェリー場完成お披露目会
- 2025年（令和7年）創立20周年を迎える。

## 校歌
- 作詞：池上和文（初代校長）
- 作曲：甲斐典明（初代吹奏楽部顧問）
- 宮崎県立延岡星雲高等学校校歌

## 周辺
- 大武簡易郵便局
- 北川

## アクセス
- 宮崎交通 星雲高校前下車すぐ

## 出身者
- 高橋太一 - ラグビー選手。東洋大学ラグビー部在籍。
- 妹尾安南 - 女子ラグビー選手。女子日本代表。